# هيستريلين
هيستريلين( Histrelin )، الذي يُباع تحت الإسم التجاري فانتاس( Vantas ) وغيرها، هو دواء يستخدم لعلاج سرطان البروستاتا المتقدم.  و يمكن استخدامه أيضًا في حالات البلوغ المبكر و لدى الأطفال المتحولين جنسيًا .   و يعطى عن طريق الحقن تحت الجلد. 
تشمل الآثار الجانبية الشائعة لهذا العقار على الألم في موقع الحقن، و الهبات الساخنة، و تضخم الثدي، و الخلل الجنسي، و التعب، و مشاكل في الكلى، و الإمساك، و فقدان الوزن، و صعوبة النوم.  كما و قد تشمل الآثار الجانبية الأخرى أيضا على هشاشة العظام، و ارتفاع نسبة السكر في الدم، ومشاكل في الكبد، و الحساسية المفرطة، و النزف الفجائي النخامي.  أما استخدامه في فترة الحمل فقد يضر بالجنين.  إنه يعمل بشكل مشابه للهرمون المطلق لموجهة الغدد التناسلية (GnRH)، مما يؤدي إلى زيادة الهرمون الملوتن (LH) و الهرمون المنبه للجريب (FSH)، وبالتالي انخفاض هرمون التستوستيرون والإستروجين.  
تمت الموافقة على الهستريلين للاستخدام الطبي في الولايات المتحدة في عام 1991.  وهو متوفر كدواء مكافيء .  تبلغ تكلفة عملية الزرع في الولايات المتحدة حوالي 5,100 دولار أمريكي سنويًا اعتبارًا من عام 2021.  و منذ عام 2014 لم يعد متوفرًا تجاريًا في المملكة المتحدة. 